# Blue Lips
Blue Lips es el tercer álbum de estudio de la cantautora sueca Tove Lo, lanzado el 17 de noviembre de 2017. El primer sencillo del álbum, «Disco Tits», fue estrenado el 7 de septiembre de 2017, el mismo dia del lanzamiento de Blue Lips, lanzó cycles como segundo sencillo del álbum, Blue Lips consiste en dos capítulos, "LIGHT BEAMS" y "PITCH BLACK", los cuales describen los "altos, bajos y la desaparición definitiva de una relación". Tove Lo considera a este álbum como la segunda mitad de un álbum doble, siendo precedido por los capítulos "Fairy Dust" y "Fire Fade" extraídos de su segundo álbum de estudio Lady Wood (2016).

## Lista de canciones
| N.º | Título                   | Escritor(es)                                     | Duración |  |
| 1.  | «Light Beams»            | Tove Lo - Ludvig Söderberg - Jakob Jerlström     | 1:07     |  |
| 2.  | «Disco Tits»             | Lo - Söderberg - Jerlström                       | 3:43     |  |
| 3.  | «Shedontknowbutsheknows» | Lo - Söderberg - Jerlström                       | 3:16     |  |
| 4.  | «Shivering Gold»         | Lo - Söderberg                                   | 3:35     |  |
| 5.  | «Don't Ask Don't Tell»   | Lo - Ali Payami                                  | 3:46     |  |
| 6.  | «Stranger»               | Lo - Niklas Ljungfelt - Payami                   | 3:54     |  |
| 7.  | «Bitches»                | Lo - Payami                                      | 2:17     |  |
| 8.  | «Pitch Black»            | Lukas Hilbert - Choukri Gustmann                 | 0:53     |  |
| 9.  | «Romantics»              | Lo - Jack Söderberg - Jerlström - LoulesGustmann | 3:31     |  |
| 10. | «Cycles»                 | Lo - Joe Janiak - Söderberg - Jerlström          | 3:28     |  |
| 11. | «Struggle»               | Lo - Söderberg - Jerlström                       | 3:46     |  |
| 12. | «9th of October»         | Lo - Söderberg - Jerlström                       | 3:25     |  |
| 13. | «Bad Days»               | Lo - Gustav Weber Vernet                         | 3:26     |  |
| 14. | «Hey You Got Drugs?»     | Lo - Alex Hope                                   | 4:18     |  |